# The Beastmaster
The Beastmaster (ortografiat și ca The BeastMaster) este un film american de sabie și vrăjitorie din 1982 regizat de Don Coscarelli; cu Marc Singer, Tanya Roberts, John Amos și Rip Torn în rolurile principale.

## Distribuție
- Marc Singer - Dar
  - Billy Jacoby - tânărul Dar
- Tanya Roberts - Kiri
- Rip Torn - Maax
- John Amos - Seth
- Josh Milrad - Tal
- Rod Loomis - King Zed
- Vanna Bonta - Zed's Wife
- Ben Hammer - Dar's father
- Ralph Strait - Sacco
- Tony Epper - Jun Leader
- Paul Reynolds - Tils
- Donald Battee - Chameleon